# Muchomůrka růžovka
Muchomůrka růžovka (Amanita rubescens), často nazývaná jen růžovka či masák, je jedlá houba z čeledi muchomůrkovitých.

## Poddruhy
Existuje odrůda této houby se žlutým prstenem, která je klasifikována jako Amanita rubescens var. annulosulphurea.

## Vzhled

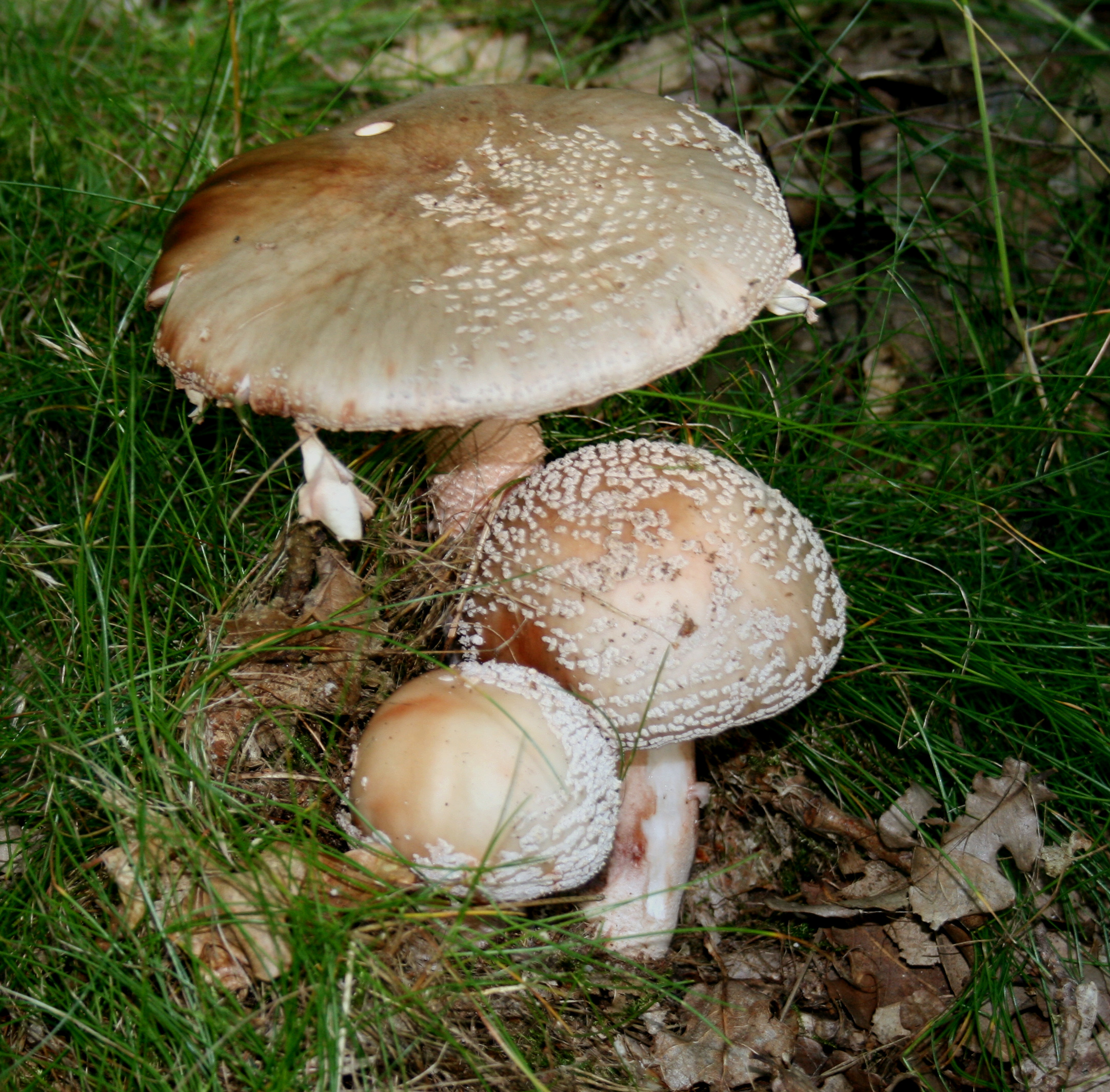
Muchomůrka růžovka různého stáří v lese

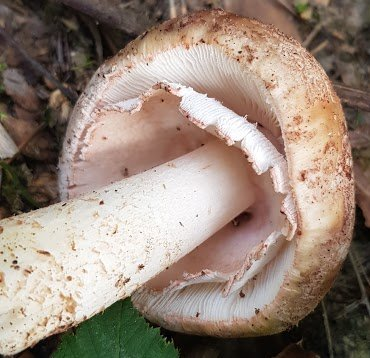
Muchomůrka růžovka (Amanita rubescens) s detailem prstenu. Prsten je v mládí přitisknut k lupenům, od nichž získává rýhování otiskem.

Klobouk má průměr 5–15 cm. V mládí je polokulovitý, později sklenutý až rozložený. Může být červenavě hnědý, řidčeji bělavý, žlutohnědý nebo červenavě šedý. Bývá pokryt snadno stíratelnými, špinavě bílými až šedorůžovými zbytky plachetky. Lupeny jsou bílé, posléze červenavě skvrnité; husté, u třeně volné. Třeň je bělavý, často krytý růžovými skvrnkami, k bázi stejnoměrně ztlustlý, na bázi s bradavičnatou širokou hlízou. Prsten je převislý, široký, podobný sukni, vyrůstající z vrcholu třeně. V mládí je prsten přitisknut k lupenům, od nichž získává rýhování. Barva může být bílá, u A. rubescens var. annulosuphurea žlutá. Dužnina je bílá, při poškození pomalu červenající. Má slabou nenápadnou vůni. Výtrusný prach je bílý. Pochva chybí.

## Možnost záměny
Růžovku lze splést s prudce jedovatou muchomůrkou tygrovanou (panterovou). Určit se musí každý exemplář, protože obě muchomůrky mohou růst vedle sebe.
Hlavní rozlišovací body jsou:
- Prsten u růžovky je vroubkovaný, u muchomůrky tygrovité je hladký
- Po otlaku, naříznutí nebo stažení kůže klobouku maso růžovky nabíhá do růžova, u muchomůrky tygrovité zůstává bílé.
- Pochva u růžovky chybí, naopak muchomůrka tygrovaná má výraznou pochvu, která se lidově nazývá kalich smrti.

## Výskyt
Muchomůrka růžovka je celkem hojná houba. Roste od června do listopadu v listnatých, smíšených i jehličnatých lesích.

## Použití
Růžovka je jednou z nejlepších hub pro všechny, mnohdy jsou sušeny nadrobno nakrájené plátky plodnic. Sbírá se však až od poloviny 20. století. Masák je velmi chutný jen osmažený na přírodno na másle, či sádle pouze s kmínem a solí, kdy chutí skutečně připomíná smažené maso. Muchomůrka růžovka je za syrova jedovatá – obsahuje hemolytické proteiny, které se ale degradují tepelnou úpravou.